# Hart (Durham)
Hart è un villaggio e parrocchia civile dell'Inghilterra, appartenente alla contea del Durham.